# Edward Adrian Wilson

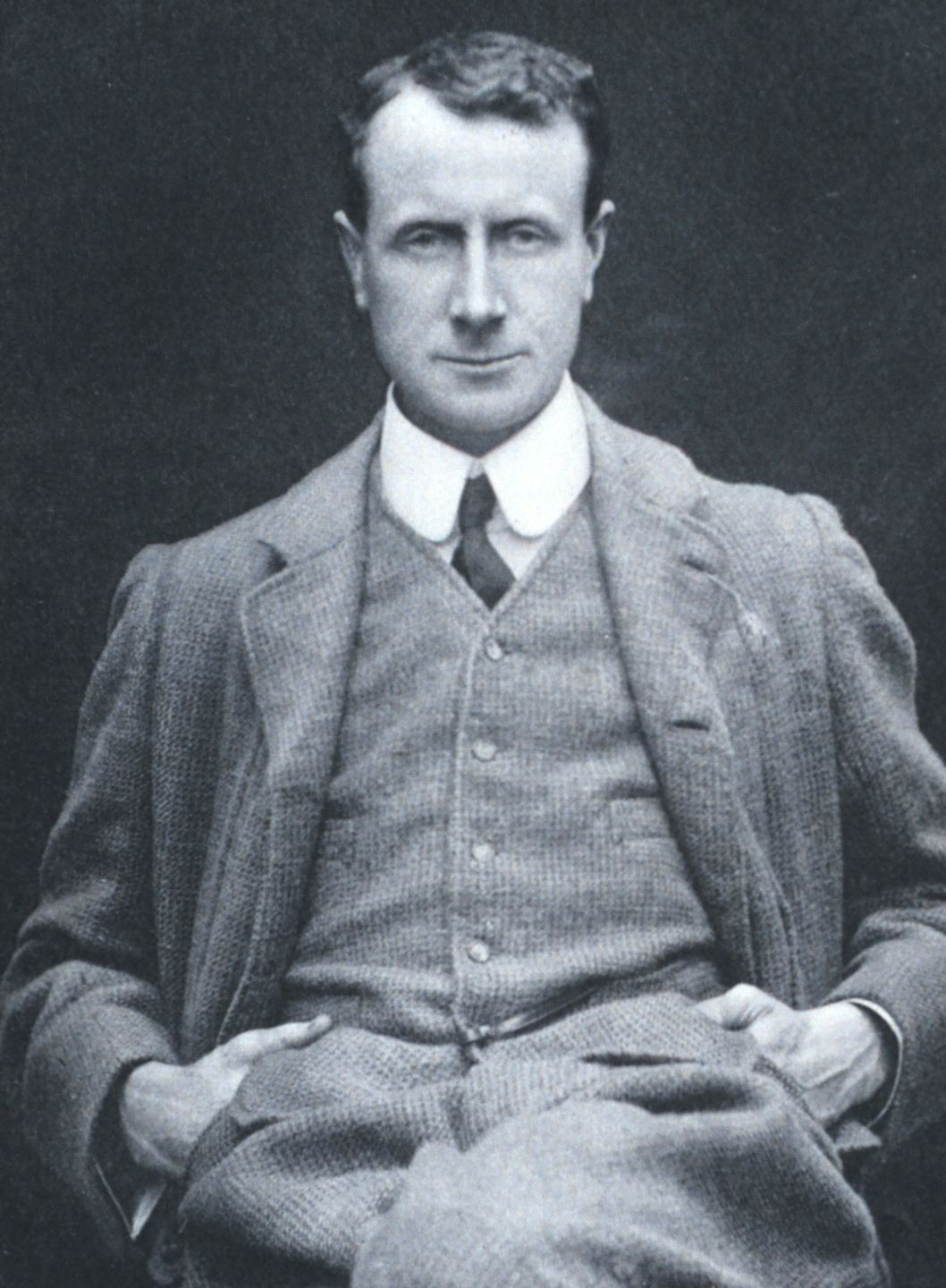
Edward A. Wilson

Edward Adrian Wilson (* 23. Juli 1872 bei Cheltenham; † 29. März 1912, Ross-Schelfeis, Antarktis) war ein britischer Polarforscher, Arzt und Ornithologe.
Geboren und aufgewachsen auf der Crippetts Farm nahe Cheltenham, Gloucestershire, studierte er anschließend am Gonville and Caius College der Universität Cambridge. Dort wird noch immer die College-Fahne aufbewahrt, die Wilson mit zum Südpol nahm.

## Teilnehmer britischer Antarktis-Expeditionen
Wilson war Teilnehmer von zwei britischen Antarktis-Expeditionen. Während der Discovery-Expedition von 1901 bis 1904 unter Robert Falcon Scott auf der Discovery arbeitete er als Arzt und Zoologe. Ernest Shackleton bat ihn, sich an seiner Nimrod-Expedition (1907–1909) gleichfalls zu beteiligen, was Wilson jedoch ablehnte.
Wilson war jedoch Teilnehmer der Terra-Nova-Expedition, die 1910 unter Scott erneut zur Antarktis aufbrach und war für den wissenschaftlichen Teil verantwortlich. Er war einer der fünf Männer, die am 18. Januar 1912 den Südpol erreichten. Alle fünf starben während ihrer Rückkehr. Die Royal Geographic Society verlieh ihm 1913 posthum die Patron’s Medal.
Wilson war in einer stark religiös geprägten Atmosphäre aufgewachsen, und er behielt bis zu seinem Tod eine spirituelle Heiterkeit und Gelassenheit, die ihn während seiner Teilnahme an den Antarktisexpeditionen zu der Person werden ließen, an die sich seine Kameraden wandten, wenn sie Zuspruch benötigten. In der Auseinandersetzung zwischen Scott und Shackleton über vermeintliche Vorrechtsfragen zur Eroberung des Südpols schlug er sich auf Scotts Seite. Hierdurch kam es in der Folge zum Bruch mit dem ihm eigentlichen freundschaftlich verbundenen Shackleton.
Nach Wilson sind in der Antarktis der Wilson-Piedmont-Gletscher, das Kap Wilson, die Wilson Hills sowie mittelbar der Wilson-Canyon benannt.
2017 wurde in einer Hütte in der Antarktis das Aquarell 1899 Tree Creeper (Baumläufer) von Edward Wilson wiederentdeckt. Er soll es, aus bisher nicht bekannten Gründen, auf seine Expedition 1912 an den Südpol mitgenommen haben. Mit 1500 Artefakten wurde es nach Neuseeland gebracht und soll nun wieder in die Ostantarktis (Kap Adare) zurück.